# باشگاه فوتبال فلتم
باشگاه فوتبال فلتم (به انگلیسی: Feltham Football Club) یک باشگاه فوتبال در شهر فلتم، کشور انگلستان است که در سال ۱۹۴۶ میلادی تأسیس شده‌است.